# مدرسة ابن الأبرادي (بغداد)
مدرسة ابن الأبرادي  مدرسة تاريخية يعود تأسيسها إلى العصر العباسي في بغداد. كانت تقع في البدرية بالجانب الشرقي من المدينة، حيث كانت بالأصل داراً للفقيه محمد بن أحمد بن علي بن الأبرادي، المُتوفى عام 1136.  وكانت مُخصصة للمذهب الحنبلي. إلا أنها لم تعد موجودة اليوم.